# Laurentiusbrücke
Die Laurentiusbrücke ist eine 192 Meter lange Straßenbrücke, die den Main bei Kilometer 247,47 überspannt. Sie verbindet in Unterfranken den Ort Zell am Main mit dem Würzburger Stadtbezirk Dürrbachtal.

## Geschichte
Ein Fährbetrieb über den Main bei Zell am Main bestand seit 1583. Das Fährrecht gehörte ursprünglich dem Kloster Unterzell. 1814 erwarb es die Gemeinde Zell vom bayerischen Staat. Mit der Eröffnung der Zeller Brücke 1903 wurde der Fährbetrieb eingestellt.
Im Jahr 1901 gab die Druckmaschinenfabrik Koenig & Bauer ihre Fabrikationsstätten im Kloster Oberzell auf und verlegte diese auf die rechte Mainseite, auf Würzburger Gemarkung. Um den Zeller Arbeitern ihren Weg zur Arbeit zu vereinfachen, Fährbetrieb war bei Hochwasser oder Eisgang nicht möglich, ließ die Gemeinde Zell eine Mainbrücke am südlichen Ortsende errichten. An den Baukosten in Höhe von 295.000 Mark beteiligten sich unter anderem Koenig & Bauer mit 60.000 Mark, das Königreich Bayern mit 30.000 Mark und die Stadt Würzburg mit 36.000 Mark. Am 5. August 1902 begann die Würzburger Firma Friedrich Buchner mit den Bauarbeiten. Am 22. November 1903 folgte die Einweihung.
Die massive Bogenbrücke hatte fünf Öffnungen und bestand aus Muschelkalksteinen. Der im Main stehende Pfeiler trug das Wappen des heiligen Laurentius. Die lichten Weiten zwischen den Pfeilern betrugen von links nach rechts 37 m, 37 m, 35 m, 33 m und 29 m. Die Gesamtbreite war 6 m. Die Pfeiler waren für eine nachträgliche Verbreiterung der Brücke ausgelegt. Dies erfolgte 1930 mit beidseitig je 0,6 m.
Am 1. April 1945 sprengten deutsche Pioniere die drei inneren Bögen. Ein eiserner Notsteg, der auf den verbliebenen Pfeilern lag, wurde am 1. Oktober 1945 eröffnet. Im Sommer 1950 begann das Würzburger Unternehmen Löhe & Co. mit dem Wiederaufbau. Die beschädigte Gründung des Pfeilers im Main wurde instand gesetzt und die Brücke mit Rippenbögen aus Beton für eine 5,6 m breite Fahrbahn und beidseitige, auskragende 1,6 m breite Gehwege wieder aufgebaut. Die Baukosten betrugen 600.000 Deutsche Mark. Am 9. Dezember 1951 war die Einweihung des Bauwerks durch den Würzburger Bischof Julius Döpfner und die Verkehrsübergabe.
1968 wurde in Zell die Umgehungsstraße dem Verkehr übergeben. Im Jahr 1982 benutzten 14.644 Fahrzeuge die Brücke. Das hohe Verkehrsaufkommen und Bauwerksmängel führten 1994/1995 zu einem mehr als doppelt so breiten Neubau eines Ersatzbauwerks. Die Pfeiler blieben erhalten, die Bögen wurde abgebrochen und durch eine Balkenkonstruktion ersetzt.

## Konstruktion Brückenneubau
Die neue Brücke überführt vier Fahrstreifen und auf jeder Seite einen kombinierten Geh- und Radweg.
Die 191,7 m lange Spannbetonbrücke hat als Bauwerkssystem in Längsrichtung einen fünffeldrigen Durchlaufträger. In Querrichtung ist der 21,2 m breite Überbau als Hohlkastenquerschnitt ausgebildet. Der Überbau wurde in zehn Abschnitten mit dem Taktschiebeverfahren durch Philipp Holzmann hergestellt. An der linksmainischen Brückenauffahrt wurde ein Standbild des Heiligen Laurentius aufgestellt. Zell führt den Heiligen Laurentius im Gemeindewappen. Außerdem ist er Kirchenpatron der katholischen Pfarrkirche.